# Aam Aadmi Party
Aam Aadmi Party (AAP) är ett indiskt politiskt parti. Partiet lanserades formellt den 26 november 2012 och kan ses som den politiska grenen av den snabbt växande India Against Corruption-rörelsen, vilken krävt en Jan Lokpal Bill sedan 2011. Två av de ledande personerna i rörelsen, Arvind Kejriwal och Anna Hazare, hade olika idéer om rörelsen borde starta ett parti eller inte. Beslutet blev dock att starta ett parti och partiets första test var deltagandet i Delhis parlamentsval. De blev näst största parti där och fick 28 av 70 platser i parlamentet. 

## Historik

### India Against Corruption movement

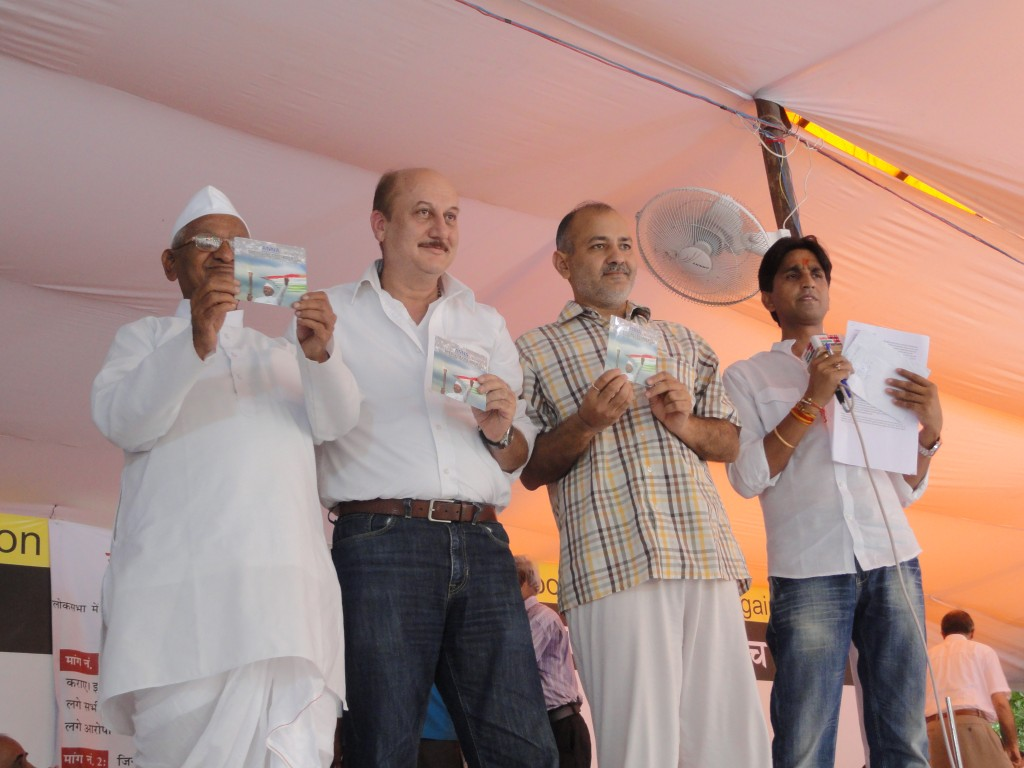
Medlemmar ur Anna Hazares Jan Lokpal Bill-rörelse ur vilken AAP grundades 2012

The AAP har sina rötter i India Against Corruption, med Anna Hazare, Arvind Kejriwal och några andra aktivister i centrum och som tidigare varit involverade i antikorruptionsgruppen Team Anna för en "Jan Lokpal-lag".

## Agenda
AAP har fyra huvudpunkter i sitt program:
- Jan Lokpal-lagstiftning
- Rätt att neka ("right to reject")
- Rätt att ompröva
- Politisk decentralisering